# Трактат Жёлтого императора о внутреннем
Хуан-ди нэй цзин (кит. трад. 黃帝內經, упр. 黄帝内经, пиньинь Huángdì Nèijīng), или «Внутренний Канон Жёлтого Владыки», или «Трактат Жёлтого императора о внутреннем», или «Нэй цзин» («Внутренний Канон», «Книга о внутреннем») — древнекитайский текст, являющийся основополагающим для традиционной китайской медицины.
В тексте обобщён опыт древних китайских врачей, став для последующих поколений как учебником, так и настольной энциклопедией. Историко-культурное значение Хуан-ди нэй цзин для развития традиционной китайской медицины сопоставимо с древнегреческим «Гиппократовым сборником» Гиппократа и с «Каноном врачебной науки» Абу Али Хусейна ибн Абдаллаха ибн Сины (Авиценны).
Состоит из двух частей, каждая из которых включает 81 главу, построенных как диалог с полулегендарным императором и первопредком Хуан-ди различных его медицинских советников (в первую очередь с Ци Бо и Лэй-гуном) в виде вопросов и ответов. Первая часть Су вэнь (素問; «Вопросы о простом», или «Простые вопросы») содержит теоретические основы традиционной китайской медицины и методики диагностики. Вторая и, как правило, менее упоминаемая, называется Лин шу (靈樞; «Ось духа» или «Механика духа»), или до в VIII в. — «Чжэнь цзин» («Канон иглоукалывания»), и здесь очень подробно обсуждается терапия иглоукалыванием. Вместе эти два текста известны как Нэй цзин («Внутренний Канон», «Книга о внутреннем») или Хуан-ди нэй цзин. Но обычно название Нэй цзин часто относится только к более влиятельному Су вэнь.
Похожее название Хуан-ди нэй цзин также имели два других текста: Минтан (明堂; Зал света) и Тайсу (太素; Великое основание).

## Содержание
В трактате представлены все основополагающие теории традиционной китайской медицины, рассмотрены вопросы гигиены и профилактики заболеваний. Болезнь следует излечить ещё в самом зачатке, а если она уже распространилась по телу, то постараться предвидеть последствия её протекания. Изложены всевозможные методы диагностики, собранные в четыре вида: изучение пульса, расспрос, внешний осмотр и выслушивание голоса. При этом особо отмечено, что врач, умеющий определить болезнь только по внешнем виду — высший, по голосу является совершенным, по расспросу — ремесленник, а по пульсу лишь мастеровым. Кроме того, в трактате рассмотрены признаки и причины разных заболеваний и способы их лечения, в том числе посредством диеты, иглоукалывания, массажа, моксоприжигания и приёма лекарств.
В трактате изложено, являющееся основополагающим для традиционной китайской медицины, представление о том, что человеческая жизнь и работа организма подчиняются всеобщим циклическим закономерностям природных циклов (годовых, сезонных, суточных и и т. д.). В основу этого положена разновидность учения т. н. концепции взаимного космического «„резонанса“» — гань ин («возбуждение — отклик»). За сутки пневма или ци проходит 12 парных меридианов, благодаря чему происходит поочерёдное обеспечение двухчасовой активности каждого из них. В свою очередь болезнь представляет собой беспорядок и нарушение соответствующей синхронизации в социальных и природных процессах, а заболевание определённого органа возникает из-за «избыточности» (тай го) или, наоборот, «недостаточности» (бу цзи) в нём энергии. Таким образом здоровье организма, гармоническое равновесие его систем и пневм были поставлены в зависимость от «изначальной» (юань), или «истинной» (чжэнь) насыщенности пневмой (ци).
В трактате нашли своё отражение натурфилософские представления, бытовавшие в период, предшествующий возникновению Империи Цинь, исходя из которых была создана теория организма человека, его работы в здоровом состоянии и лечения в случае возникновения заболеваний. Основополагающими являются концепции ци («энергодинамической космической субстанции»), дихотомии космических сил инь–ян, сань цай («трёх основ») — тянь («Небо»), ди («Земля»), жэнь («человек»), а также у син («пяти элементов»). Противоположности инь и ян рассматривались, как проникающие через все уровни организма. Часть органов относилась к янским, другие же к иньские. Внутренние органы, относимые к «главным», распределялись следующим образом: 1) иньские органы-цзан (или «сокровищницы») — лёгкие, печень, почки, селезёнка и сердце; 2) янские органы-фу («мастерские») — желудок, желчный пузырь, мочевой пузырь, толстая кишка, тонкая кишка, и сань цзяо (т. н. «тройной обогреватель», система организма, занимающая согласованием и упорядочиванием деятельности «главных» органов). Первые органы «хранят» внутреннюю энергию, а вторые её «перерабатывают». Первые — цзан («сплошные»), а вторые — фу («полые»). В триаде сань цай, состоящей из двух прямо противоположных и «основы», расположенной межу ними, человеческое тело по вертикали было поделено на три части — шан (верхняя), чжун (средняя) и ся (нижняя), которые совпадали с «тройным обогревателем». Верхняя часть расположена над диафрагмой, охватывая лёгкие и сердце, средняя расположена между пупком и диафрагмой, соединяя желудок, желчный пузырь, печень и селезёнку, а нижняя находится ниже пупка, включив мочевой пузырь, почки, толстую кишку и тонкую кишку. В «Хуан-ди нэй цзине» исходя из у син (концепции пяти элементов) — му (дерево), хо (огонь), ту (почва), цзинь (металл), шуй (вода) — была заложена классификационная матрица, на основе которой происходило сопоставление различных функций организма и органов между собой. В первую очередь это касалось главных органов фу и цзан. А сань цзяо, соотносился с сян хо («огонь-министр»), а «тонкая кишка» с цзюнь хо («огонь-правитель»). Исходя из этой модели пять элементов приходились как на у гуань (пять органов чувств), так и на их модальность, растекающуюся по организму ци (пневму) и энергетические состояния организма. В каждой из пятеричных групп внутри происходят взаимодействия, похожие на те же, что и у пяти элементов. При этом главными из них являются сян кэ («взаимопокорения») и сян шэн (преобразования по принципам «взаимопорождения»). Жидкости внутренней секреции и кровь выступали в качестве воплощения сил инь, в то время как вдыхаемый воздух, который по особым каналам (мо) растекался в теле потоками энергии — ян. Инь являлась и телесной основа организма, а ян — его двигательно-энергетическими функциями. Согласно «Хуан-ди нэй цзину», каналы, по которым перемещается ци ци (пневма), расположены под кожей, хотя в отдельно взятых местах повёрнуты к какому-то органу. Они содержат 365 активных точек, используемых для чжэнь цзю (моксоприжигании) и иглоукалывания. При этом каналы, относящиеся к цзин («меридианы»), идут вдоль тела, в то время как каналы ло («коллатерали») проходят поперёк. Существует 12 пар главных каналов и ещё 8 являются непарными.

## Датировка и современные исследования
Первое упоминание о «Хуан-ди нэй цзин» относится к I веку, когда Бань Гу в «Ханьшу» («Книга [об эпохе] Хань»), отметил, что трактат включает в себя 18 свитков (цзин). Уже в III веке ссылки встречаются у Хуанфу Ми в «Чжэнь цзю цзя и цзин» («Канон о началах иглоукалывания и прижигания») и Чжан Чжунцзин в «Шан хань лунь» («Суждения о лихорадочных болезнях/о вреде холода»/«Суждения о лихорадочных поражениях холодом и разных [внутренних] болезнях»). В дальнейшем в течение нескольких веков «Хуан-ди нэй цзин» был утраченным. Однако уже в VIII веке императорский врач Ван Бин сумел его найти и восстановить, поделив каждую из двух частей на 24 свитка и 81 параграф, а также написал предисловие, комментарии «Хуанди нэй цзин су вэнь чжу» («Комментарии к „Су вэнь“ Канона Жёлтого императора о внутреннем») и дополнения, издав подготовленный текст в 762 году. Император Шэнь-цзун во время своего правления повелел Гао Бао-хэну и Линь И осуществить новую редакции и составить новые комментарии к «Хуан-ди нэй цзин».
Джозеф Нидхэм и Ли Гуйчжэнь в монографии «Поднебесные ланцеты: история и обоснование акупунктуры и моксы» отметили, что общее мнение учёных сводится к тому, что Су вэнь принадлежит ко II веку до н. э. и приводят доказательства того, что он возник раньше, чем «Канон Шэнь-нуна о корнях и травах» Шэнь-нуна, первое классическое фармакологическое сочинение о травах и лекарственных препаратах. А то, что авторы трактата отмечают решающее значение теорий инь-ян и пяти элементов в физиологии и патологии указывает на то, что эти медицинские теории не старше примерно 320 г. до н. э..
Натан Сивин придерживается мнения, что Су вэнь и Линшу, вероятно, относятся к I веку до н. э., а также считает, что «доступный перевод не является надёжным», поскольку работа претерпела значительные редакционные изменения.
Пауль Уншульд отметил, что XX веке учёными выдвигалась гипотеза о том, что язык и мысли, изложенные в трактате, относятся к промежутку времени между 400 г. до н. э. и 260 г. н. э., и приводит доказательства того, что лишь небольшая часть текста передаёт концепции, относящиеся к периоду до II века до н. э..

## Издания
на русском языке
- Современная трактовка Жёлтого владыки: Основы восточной медицины / Пер. Д. Ф. Аланова. — К.: Ника-центр, 2006. — 306 с. — ISBN 966-521-377-6
- Внутренний Канон Жёлтого Владыки = Хуан Ди Нэй Цзин : в 7 т. / пер. с др.-кит. Д. Аланова.– 2-е изд., испр. – Москва: Книгоиздательство «АБВ», 2020. – Т. I: Простые Вопросы: статьи 1-11. – 288 с.: ил. ISBN 978-5-906564-60-3
- Внутренний Канон Жёлтого Владыки = Хуан Ди Нэй Цзин : в 7 т. / пер. с др.-кит. Д. Ф. Аланова. – 2-е изд., испр. – Москва: Книгоиздательство «АБВ», 2021. – Т. II: Простые Вопросы: статьи 12-30. – 256 с. : ил. ISBN 978-5-906564-80-1
- Внутренний Канон Жёлтого Владыки = Хуан Ди Нэй Цзин : в 7 т. / пер. с др.-кит. Д. Ф. Аланова. – 2-е изд., испр. – Москва: Книгоиздательство «АБВ», 2022. – Т. III: Простые Вопросы: статьи 31-65. – 368 с. : ил. ISBN 978-5-906564-87-0
- Внутренний Канон Желтого Владыки = Хуан Ди Нэй Цзин : в 7 т. / пер. с др.-кит. Д. Аланова. – Москва: Книгоиздательство «АБВ», 2019. – Т. IV: Простые Вопросы: статьи 66-81. – 432 с. ISBN 978-5-906564-55-9
- Внутренний Канон Жёлтого Владыки = Хуан Ди Нэй Цзин : в 7 т. / пер. с др.-кит. Д. Ф. Аланова. – Москва: Книгоиздательство «АБВ», 2022. – Т. V: Механика Духа: статьи 1-19. – 494 с. : ил. ISBN 978-5-906564-89-4
- Внутренний Канон Жёлтого Владыки = Хуан Ди Нэй Цзин : в 7 т. / пер. с др.-кит. Д. Ф. Аланова. – Москва: Книгоиздательство «АБВ», 2024. – Т. VI: Механика Духа: статьи 20-56. – 472 с. : ил. ISBN 978-5-906564-98-6
- Внутренний Канон Жёлтого Владыки = Хуан Ди Нэй Цзин : в 7 т. / пер. с др.-кит. Д. Ф. Аланова. – Москва: Книгоиздательство «АБВ», 2024. – Т. VII: Механика Духа: статьи 57-81. – 336 с. : ил. ISBN 978-5-906564-99-3
- Трактат Жёлтого императора о внутреннем : Китайская медицина и организмика / Пер. с древнекит. и авт. введ., с. 3-22, Б. Б. Виногродский. — М.: Фирма «ЛМА», 1996. — 302 с. ISBN 5-88075-022-1
- Трактат Жёлтого императора о внутреннем. Ч. 1: Вопросы о простейшем / Пер. Б. Б. Виногродского. — М.: Профит стайл, 2007. — 382 с. ISBN 5-98857-057-7
- Трактат Жёлтого императора о внутреннем. Ч. 2: Ось духа / Пер. Б. Б. Виногродского. — М.: Профит стайл, 2007. — 288 с. ISBN 978-5-98857-083-7
- Нэй цзин. Пер. В.Г.Бурова // Древнекитайская философия. Эпоха Хань. – М., 1990 С.33-35.

на китайском языке
- Ван Ан. Су вэнь лин шу лэй цзуань юэ чжу («Простые вопросы» и «Столпы животворности» с классификацией содержательным и сжатыми комментарием). Шанхай, 1959
- Го Ай-чунь. Хуан-ди нэй цзин су вэнь цзяо чжу юй и («Простые вопросы» «Канона Жёлтого императора/первопредка о внутреннем» с правкой, комментериями и пер. на разговорный яз.). Тяньцзинь, 1981
- Го Ай-чунь. Хуан-ди нэй цзин лин шу цзяо чжу юй и («Столпы животворности» «Канона Жёлтого императора/первопредка о внутреннем» с правкой, коммент. и пер. на разговорный яз.). Тяньцзинь, 1989 (переизд. 1991)
- Гао Ши-цзун. Хуан-ди су вэнь чжи цзе («Простые вопросы» Жёлтого императора/первопредка с прямыми разъяснениями) / Резюме: Юй Тянь-син. Пекин, 1980
- Лин шу цзин (Канон «Столпы животворности») / Ред. У Мянь-сюэ. Шанхай, 1955 (переизд.: Пекин, 1956)
- Лин шу цзин цзяо ши (Канон «Столпы животворности» с правкой и толкованиями) / Правка и толкования Хэбэйской мед. академии. Кн. 1, 2. Пекин, 1982;
- Нэй цзин сюань ши («Канон о внутреннем»: избр. с толкованиями) / Сост. Ван Цзу-сюн, Чжоу Хань-сю. Гуйян, 1980
- Нэй цзин ши и (Толкование смысла «Канона о внутреннем») / Ред. Пекинская медицинская академия[англ.]. Шанхай, 1978;
- У Кунь. Нэй цзин су вэнь У чжу («Простые вопросы» «Канона о внутреннем» с коммент. У [Куня]) / Ред. Шаньдунская медицинская академия[англ.]. Цзинань, 1984;
- Фан Бэнь-гун. Нэй цзин шу («Канон о внутреннем» с объяснениями). Пекин, 1991;
- Хуан-ди нэй цзин су вэнь («Простые вопросы» «Канона Жёлтого императора / первопредка о внутреннем») / Коммент. Ван Бин. Кн. 1, 2. Шанхай, 1955 (переизд.: Пекин, 1956, 1963)
- Хуан-ди нэй цзин су вэнь байхуа цзе («Простые вопросы» «Канона Жёлтого императора / первопредка о внутреннем» с разъяснениями на общепонятном яз.) / Сост. Шаньдунский институт китайской медицины. Пекин, 1958;
- Хуан-ди нэй цзин су вэнь и ши («Простые вопросы» «Канона Жёлтого императора/первопредка о внутреннем» с пер. и толкованиями) / Сост. Нанкинская медицинская академия. Шанхай, 1959;
- Хуан-ди нэй цзин су вэнь цзяо ши («Простые вопросы» «Канона Жёлтого императора/первопредка о внутреннем» с правкой и толкованиями) / Правка и толкования Шаньдунской и Хэбэйской мед. академий. Кн. 1, 2. Пекин, 1982
- Хуан-ди нэй цзин: хань-ин дуй-чжао (Канон Жёлтого императора / первопредка о внутреннем с параллельным англ. пер.) / Коммент. Ван Бин, пер. У Лянь-шэн, У Ци. Пекин, 2005
- Чжан Инь-ань, Ма Юань-тай. Су вэнь лин шу хэ чжу («Простые вопросы» и «Столпы животворности» со сводом коммент.). Кн. 1-16. Цзинь чжан шу цзюй (Изд-во изысканной лит-ры), 1955.
- Чжан Инь-ань. Хуан-ди нэй цзин лин шу цзи чжу («Столпы животворности» «Канона Жёлтого императора/первопредка о внутреннем» с собр. коммент.). Шанхай, 1957 (переизд. 1958, 1959)
- Чжан Инь-ань. Хуан-ди нэй цзин су вэнь цзи чжу («Простые вопросы» «Канона Жёлтого императора/первопредка о внутреннем» с собр. коммент.). Шанхай, 1959
- Чжоу Фэн-у, Чжан Цань-цзя. Хуан-ди нэй цзин су вэнь юй ши («Простые вопросы» «Канона Жёлтого императора/первопредка о внутреннем» с доступными толкованиями). Цзинань, 1985
- Чэнь Би-лю, Чжэн Чжо-жэнь. Лин шу цзин байхуа цзе (Канон «Столпы животворности» с разъяснениями на общепонятном яз.) Пекин, 1962;
- Чэн Ши-дэ и др. Су вэнь чжу ши хуй цуй (Собр. лучшего из «Простых вопросов» с коммент. и толкованиями). Кн. 1,2. Пекин, 1982;
- Ши Гуань-цин, У Мин-цинь. Хуан-ди нэй цзин су вэнь сюань чжу («Вопросы о простейшем» «Канона Жёлтого императора/первопредка о внутреннем»: избр. с коммент.). Чжэнчжоу, 1982